# Hanna Krasnoshlyk
Hanna Serhiyivna Krasnoshlyk, nota anche come Ganna Serhiyivna Krasnoshlyk (in ucraino Ганна Сергіївна Красношлик?; 6 marzo 1996), è una tuffatrice ucraina.

## Carriera
Ha rappresentato l'Ucraina ai Giochi olimpici di Rio de Janeiro 2016  gareggiando nel concorso dei tuffi dal piattaforma 10 metri dove ha concluso sedicesima.

## Palmarès
- Campionati europei di nuoto

Londra 2016: argento nella piattaforma 10 m sincro
- Giochi olimpici giovanili

Nanchino 2014: argento nella trampolino 3 m;